# Jesse Owens
James Cleveland "Jesse" Owens (født 12. september 1913, død 31. marts 1980) var en amerikansk atlet, der ved OL i Berlin 1936 vandt 4 guldmedaljer.
Den 3. august i 100-meter-løb, den 4. august i længdespring, den 5. august i 200-meter-løb og den 9. august i 4 x 100 meterløb.
Først ved OL i 1984 blev hans rekord tangeret af Carl Lewis i nøjagtig de samme discipliner.
Jesse Owens døde den 31. marts 1980 66 år gammel af lungekræft.